# Douglas (Fußballspieler, 1987)
Dyanfres Douglas Chagas Matos (* 30. Dezember 1987 in Morros), auch einfach nur Douglas genannt, ist ein brasilianischer Fußballspieler.

## Karriere
Douglas stand von 2008 bis 2013 bei den brasilianischen Vereinen Madureira EC und Tombense FC unter Vertrag. Von Anfang 2009 bis Mitte 2010 wurde er nach Florianópolis zum Figueirense FC ausgeliehen. Direkt im Anschluss wechselte er ebenfalls auf Leihbasis nach Japan. Hier wurde er bis Ende 2013 an den Zweitligisten Tokushima Vortis ausgeliehen. Nach Ende der Ausleihe wurde er von dem Klub aus Tokushima fest bis Ende 2015 verpflichtet. 2013 wurde er mit Tokushima Tabellendritter der J2 League und stieg in die erste Liga auf. Von Juli 2014 bis Dezember 2014 wechselte er auf Leihbasis nach Kyōto zum Zweitligisten Kyōto Sanga. Für Kyōto Sanga absolvierte er 17 Zweitligaspiele. Die Saison 2015 wurde er an den Erstligisten Sanfrecce Hiroshima ausgeliehen. Ende 2015 feierte er mit dem Verein aus Hiroshima die japanische Fußballmeisterschaft. 2016 verließ er Japan und wechselte in die Vereinigten Arabischen Emirate. Hier schloss er sich zwei Jahre al Ain Club aus al-Ain an. Für den Verein absolvierte er 30 Spiele in der UAE Arabian Gulf League. Die Saison 2015/2016 wurde er mit al-Ain Vizemeister. 2016 stand er mit dem Klub im Endspiel des UAE President’s Cup. Das Finale verlor man im Elfmeterschießen gegen den al-Jazira Club. Anfang 2018 wechselte er für sechs Monate in die Türkei, wo er mit Alanyaspor 14-mal in der türkischen ersten Liga, der Süper Lig, spielte. Mitte 2018 zog es ihn wieder nach Japan. Hier spielte er bis Ende 2019 für den Erstligisten Shimizu S-Pulse in der J1 League. Anfang 2020 unterschrieb er einen Vertrag beim Ligakonkurrenten Vissel Kōbe. Mit diesem Verein spielte er am 8. Februar 2020 gegen die Yokohama F. Marinos um den Superpokal. Hier erzielte er in der 29. Minute sein erstes Tor zur 1:0-Führung und man gewann letztendlich mit 6:5 im Elfmeterschießen. Für Kōbe absolvierte er 44 Ligaspiele. Im Januar 2022 wechselte er ablösefrei zum Ligakonkurrenten Kashiwa Reysol.

## Erfolge
Sanfrecce Hiroshima
- J1 League: 2015

al Ain Club
- UAE Pro League: 2018

Vissel Kōbe
- Supercup: 2020